# Rijksdienst voor de Werkverruiming

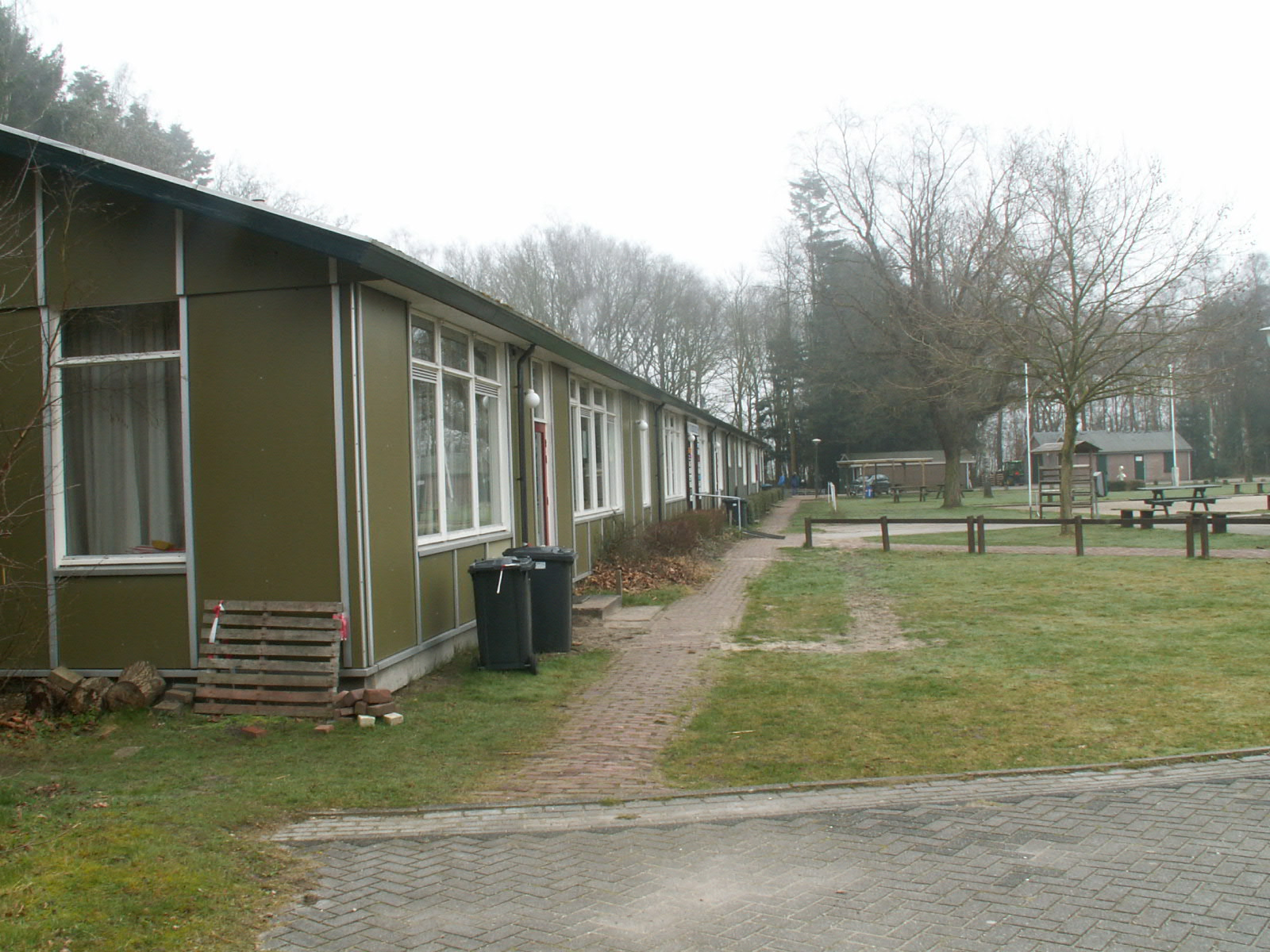
Helft van een werkkamp van de RvdW met centrale appelplaats

De Rijksdienst voor de Werkverruiming was van 1939 t/m 1945 een onder het Nederlandse ministerie van Sociale Zaken ressorterend overheidsinstituut dat zich richtte op het creëren van werkgelegenheid.

## Geschiedenis

### Sociaal-juridisch
Nadat in 1929 duizenden mensen werkloos werden ten gevolge van de Grote Depressie richtte de regering zich aanvankelijk op de gevolgen van de werkloosheid. In de werkverschaffing werden steungerechtigde werklozen in grote projecten aan het werk gezet. Slechts weinig werklozen werden aan werk geholpen in de volgende jaren. Op 3 februari 1939 kwam daar verandering in: Professor Romme, minister van Sociale Zaken, gooide toen in een besluit het roer om. Hij begon werkgelegenheid te creëren en de werklozen aan het werk te zetten. Daartoe werd de afdeling Werkverschaffing en Steunverlening van het ministerie van Sociale Zaken gesplitst in: de afdeling Werkverruiming, de afdeling Steunverlening en de afdeling Culturele Zorg en Sociale Jeugdzorg. De Rijksdienst voor de Werkverruiming kwam met vele plannen om werkgelegenheid te verschaffen. Voor de uitvoering van de plannen werden naast de projecten kampen gebouwd. In de volksmond heette dit overheidsproject ook de werkverschaffing. Volgens artikel 19 van de grondwet dient de regering zorg te dragen voor voldoende werkgelegenheid. Van die plannen is niet veel terechtgekomen, omdat de Tweede Wereldoorlog al snel uitbrak. De belangen van de bezetter lagen bij het inzetten van Nederlandse mannen in de Duitse oorlogsindustrie.

### Onderzoek
De Rijksdienst voor de Werkverruiming ressorteerde onder het ministerie van Sociale zaken. Het hoofdkantoor was gevestigd in een villa in het Bezuidenhoutkwartier te Den Haag. Daar was ook het archief gevestigd. Bij het bombardement op 3 maart 1945 is bijna het volledige archief verloren gegaan. Daar het hier een Rijksdienst betrof waren er weinig bemoeienissen van de Gemeenten waar de kampen en projecten gevestigd waren. Incidenteel is er in een gemeentearchief nog weleens een (gedeeltelijke) bouwvergunning te vinden. Vaak werd de burgemeester gevraagd om te bemiddelen bij aanname van personeel. Dergelijke gegevens worden dus ook nog wel in het gemeentelijk archief aangetroffen. Voor overige zaken is de onderzoeker afhankelijk van ooggetuigen.

## Kampen

#### Inrichting
In navolging van de werkverschaffingkampen werden ook de kampen van de Rijksdienst voor de Werkverruiming meestal in een V-vorm (bijna U-vorm) gebouwd. Zo’n kamp bestond vaak uit twee woonbarakken met ieder zes wooneenheden voor acht personen. Het was dus geschikt voor bewoning door 96 personen. Een wooneenheid bestond uit een ruimte met acht stapelbedden voorzien van strozakken. Aansluitend was een woonkamer met eettafel en stoelen. De gehele ruimte moest verwarmd worden met één kachel. Er was een klein aanrecht in de eetkamer. Beide vertrekken hadden een oppervlakte van achttien vierkante meter. Verder was er meestal een toiletgebouw, een waslokaal, een magazijn en een pompgebouw voor de eigen watervoorziening op het terrein. Daarnaast waren er voorzieningen voor de centrale keuken, de kantine en een ziekenzaaltje. Deze laatste waren vaak een verlengde van de woonbarakken. Vaak was er ook nog een fietsenbarak en soms een stalbarak. De woning van de kok/beheerder was op het kampterrein. Bijna alle gebouwen waren van hout.

#### Personeel
Tijdens de bouw van een kamp werden er meestal één of meerdere nachtwakers aangesteld. Deze bleven vaak tot in 1944 in dienst. Een kamp werd gerund door een beheerder die tevens kok was, de zo genoemde kok/beheerder. Deze stelde lokale krachten aan naar behoefte. Meestal was dat een huishoudelijke hulp, een hulpkok en wat meisjes voor de huishoudelijke dienst. Bij de grotere kampen werd soms een kantinebeheerder aangesteld.

#### Lijst van kampen
- Kamp Arriën te Arriën
- Kamp Balderhaar te Kloosterhaar
- Kamp Beugelen te Staphorst
- Kamp Bruinhorst te Ederveen
- Kamp Conrad te Rouveen
- Kamp De Beetse te Sellingerbeetse
- Kamp De Bruine Enk te Nunspeet

- Kamp De Rips te De Rips
- Kamp Het Wijde Gat te Punthorst
- Kamp Hooghalen te Hooghalen
- Kamp Hooghalen (Heidelager)
- Kamp Kremboong te Tiendeveen
- Kamp Molengoot te Collendoorn
- Kamp Overbroek te Kesteren

- Kamp Schaarshoek te Heino
- Kamp Schoonloo te Elp
- Kamp 't Schut te Ede
- Kamp Twilhaar te Nijverdal
- Kamp Vledder te Vledder